# 石川夕香
石川 夕香（いしかわ ゆか、2月15日 - ）は、日本の女性声優。北海道札幌市出身。

## 人物
以前はメディアフォースに所属していた。
趣味はビデオDVD鑑賞、日本のお香を焚くこと。特技はマッサージ。
資格は普通自動車、中学校教諭二種免許（社会科）。

## 出演
太字はメインキャラクター。

### テレビアニメ
2001年
- あぃまぃみぃ!ストロベリー・エッグ（女生徒B）

2003年
- onちゃん夢パワー大冒険!（助手）

### ゲーム
- テイルズ オブ ブレイカー（イーヴリン）

### OVA
- 新人ツアーコンダクター里奈（民子）

### ドラマCD
- 愛だけ★足りない（水着のお姉様）
- 彼氏のひみつ（樹の友人）
- 乱れそめにし
- やえかのカルテ（学生1）

### 吹き替え
- 阿羅漢
- エンバイロン

### イベント
- 声優アイドルライブVol.15